# 両角守一
両角 守一（もろずみ しゅいち、1897年 - 1936年2月4日）は、日本の銀行家、考古学者。

## 来歴

### 生い立ち〜友人清水多嘉示
長野県諏訪郡上諏訪町（現・諏訪市）出身。父は教育者の両角新治。長野県立諏訪中学校（現・長野県諏訪清陵高等学校・附属中学校）を卒業した。長野県諏訪郡平野村（現・岡谷市）にあった小口（おぐち）銀行（現・八十二銀行）に勤務。旧制諏訪中学の同級生に彫刻家清水多嘉示がおり、生涯にわたって親交があった。1923年清水が絵画修行のために渡仏した際には、両角と立木茂が中心となり「渡欧後援画会」を組織し、フランス滞在時の清水の芸術を支えた。また、渡仏滞在費用は清水の父親と渡欧後援画会で支えた。その後、清水を通じて彫刻家アントワーヌ・ブールデルと交流があった。1928年、諏訪大社下社秋宮の狛犬を制作する計画が進められた際には、両角がその仲立ちとなった。

### 考古学者として
一方、考古学では銀行員の傍ら日本最初の竪穴建物跡の報告論文「信州諏訪丸山竪穴遺跡」を『人類学雑誌』にて発表した。現在の中央本線岡谷駅南、元諏訪湖尻北岸に発達した縄文時代前期から平安時代の海戸遺跡について発掘調査を行い報文をまとめている。信濃考古学会や信濃史学会の会員として、諏訪神社にかかわる考古学的視察を進めた。1927年旧制諏訪中学の後輩である藤森栄一の家を突然訪ね、藤森が部屋に並べていた土錘や石器を見て「土器はどうした。これだけ土錘を拾うには、土器もうんとあったはずだ。」と言った。それまで破片しかない土器は拾っていなかった藤森にとって、その言葉は脳天を叩かれた思いで、それ以来両角と行動をともにして実測・拓本・ 写真を撮るという考古学の基本を実践するようになっている。1929年、長野県諏訪地域の縄文時代遺跡群に伏見博英を案内し発掘調査している。この調査には藤森栄一、宮坂英弌、新田次郎も参加している。海戸遺跡・丸山遺跡・庄ノ畑遺跡の蒐集品は市立岡谷美術考古館に保管されている。その後、昭和恐慌の影響で勤務先の銀行が破綻し、結核を患い1936年死去。死の間際まで論文執筆を行っていた。